# Visul spulberat (film)
Visul spulberat  (titlul original: în italiană I sogni nel cassetto) este un film dramatic italian, realizat în 1957 de regizorul Renato Castellani, după romanul omonim al scriitoarei Adriana Chiaromonte, protagoniști fiind actorii Lea Massari, Enrico Pagani, Lilla Brignone, Sergio Tofano. 

## Conținut
Mario și Lucia, doi tineri studenți de la Universitatea din Pavia, sunt îndrăgostiți. Tatăl Luciei decide că fiica sa trebuie să întrerupă școala și să se întoarcă acasă, în așteptarea nunții care va avea loc abia după ce Mario va absolvi studiile. Cei doi tineri nerăbdători, nu intenționează să aibă o logodnă de lungă durată, așa că decid în grabă să se căsătorească. Din păcate, fericirea lor nu va fi de lungă durată...

## Distribuție
- Lea Massari – Lucia Moretti
- Enrico Pagani – Mario Bonelli
- Lilla Brignone – Antonietta, mama Luciei
- Sergio Tofano – tatăl Luciei
- Carlo D'Angelo – supleantul
- Cosetta Greco – Lina
- Armando Anzelmo – monseniorul
- Guglielmo Inglese – profesorul de neurologie
- Adriana Facchetti –
- Guido Celano – medicul de la spital
- Paolo Tilche –
- Gina Amendola – doamna Barberis